# 西脇美智子
西脇美智子（1957年11月21日—）是一位日本出身的國際動作女星。生於千葉縣，有健身界山口百惠之稱，1996年結婚生子，目前住在美國加州穆尔帕克。
西脇原本是健身家與舉重冠軍。在進軍演藝界之前已是日本女子健身界的知名人物，而且擁有兩間和哥哥合資的健身中心。她10多岁开始进行体操及排球训练，后为了练好身材进入健美界，练成健美等級的一身肌肉后曾连续三次获得健美冠军和舉重冠軍。後來在日本演藝界推出一本露點寫真集和《香港・東京特捜刑事》等兩部露點三級片以求出名。也就凭此健美形象她偶然出演了港片《福星高照》成了香港影坛关注对象，1987年《雌雄大盗》因為票房大紅更是让她一举知名，是动作片中的经典。
之後在香港為主要舞台發展多年以女打仔形象出演一些反派或配角，但是由於不會說普通話和粵語，導致發展極大受限，星路越走越窄逐漸轉入二線片，後來又重回接拍三級片的老路拍攝《淫妖豪情》，但依然沒有突破遂逐漸退出香港影壇，1996年嫁給美國人轉往美擔任一些動作替身和小角色演出至今，其兒子Kaz DeBear亦為美國健身教練。

## 作品

### 動作替身或客串
- 惡靈古堡3：大滅絕 (2007)
- 艺伎回忆录(2005)
- 落日杀神 (2004)
- 追殺比爾2：愛的大逃殺 (2004)
- 追杀比尔 (2003)
- 魔蝎大帝 (2002)
- 时光骇客 (2002)
- 尖峰时刻2 (2001)
- 霹雳娇娃 (2000)
- 超级战龙 (2000)
- 拳拳到骨 (1999)
- 月亮上的男人 (1999)
- Brave New World (1998)
- 刀锋战士 (1998)
- 红色角落 (1997)
- 賭神 (1989)：飾演上山宏次之女助手，與賭神高進決戰骰盅，擲出６點，高進接著擲碎一骰，得五點而勝[3]。

### 演出
| 首播   | 劇名                | 角色   | 備註                      |
| ------ | ------------------- | ------ | ------------------------- |
| 1983年 | 喋血城市            |        |                           |
| 1985年 | 福星高照            |        |                           |
| 1987年 | 女偵探連發          |        | 日本片                    |
| 1988年 | 皇家師姐III雌雄大盜 |        | 又名《香港‧東京特搜刑事》 |
| 1989年 | 鐵膽雄風            |        |                           |
| 1989年 | 虎膽女兒紅          |        |                           |
| 1989年 | 妙探雙龍            |        |                           |
| 1989年 | 賭神                | 菊子   |                           |
| 1990年 | 自由戰士            |        |                           |
| 1990年 | 驅魔警察            | 女老闆 |                           |
| 1990年 | 轟天皇家將          |        |                           |
| 1990年 | 最佳賊拍檔          |        |                           |
| 1990年 | 喋血邊緣            |        |                           |
| 1990年 | 金裝武術電影大全    |        |                           |
| 1991年 | 色降                |        |                           |
| 1991年 | 茅山鬥降頭          |        |                           |
| 1992年 | 霸海紅英            | 仙姐   |                           |
| 1992年 | 雲雨第六感          |        |                           |
| 1992年 | 賭煞                |        |                           |
| 1992年 | 霹靂寳座            |        |                           |
| 1992年 | 勝者為王            |        |                           |
| 1992年 | 火爆大圈仔          |        |                           |
| 1993年 | 淫妖豪情            |        |                           |
| 1993年 | 警花與流鶯          |        |                           |
| 1996年 | 巔峰鬥士2           |        | 西片                      |
| 1998年 | 致命武器4           |        | 西片                      |
| 2004年 | 鬼谷恩仇錄          |        | 西片                      |

### 書籍
- 口紅與子彈寫真集
- 西脇美智子魔術健身

## 外部連結
- 西脇美智子[永久]